# Cmentarz wojenny nr 113 – Olszyny
Cmentarz wojenny nr 113 – Olszyny – zabytkowy cmentarz z I wojny światowej, zaprojektowany przez Jana Szczepkowskiego, położony na terenie wsi Olszyny w gminie Rzepiennik Strzyżewski w powiecie tarnowskim w województwie małopolskim. Jeden z ponad 400 zachodniogalicyjskich cmentarzy wojennych zbudowanych przez Oddział Grobów Wojennych C. i K. Komendantury Wojskowej w Krakowie. Należy do IV Okręgu Łużna.

## Opis
Cmentarz znajduje się po zachodniej stronie cmentarza parafialnego, na działce ewidencyjnej nr 1440/1. 
Cmentarz ma kształt prostokąta o powierzchni ogrodzonej około 952 m². Głównym akcentem architektonicznym obiektu jest położona na najwyższym wzniesieniu pola grobowego brama, która stanowi jednocześnie pomnik centralny cmentarza. Otoczony jest ogrodzeniem z kamiennymi słupami połączonymi parami rur. Układ grobów symetryczny, rzędowy z nagrobkami w formie betonowych stel zwieńczonymi małymi żeliwnymi krzyżami maltańskimi i dwuramiennymi. 

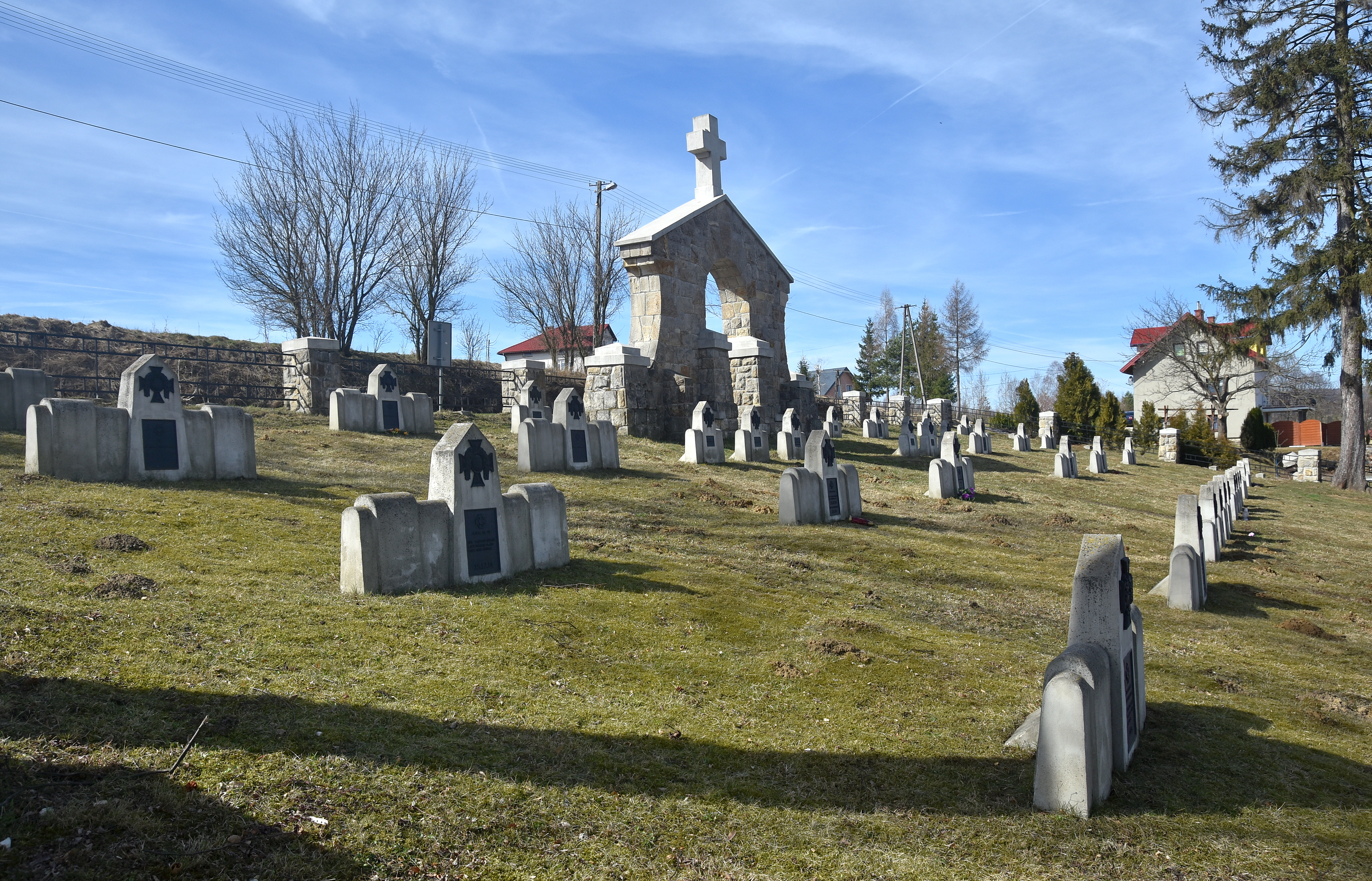
Widok ogólny
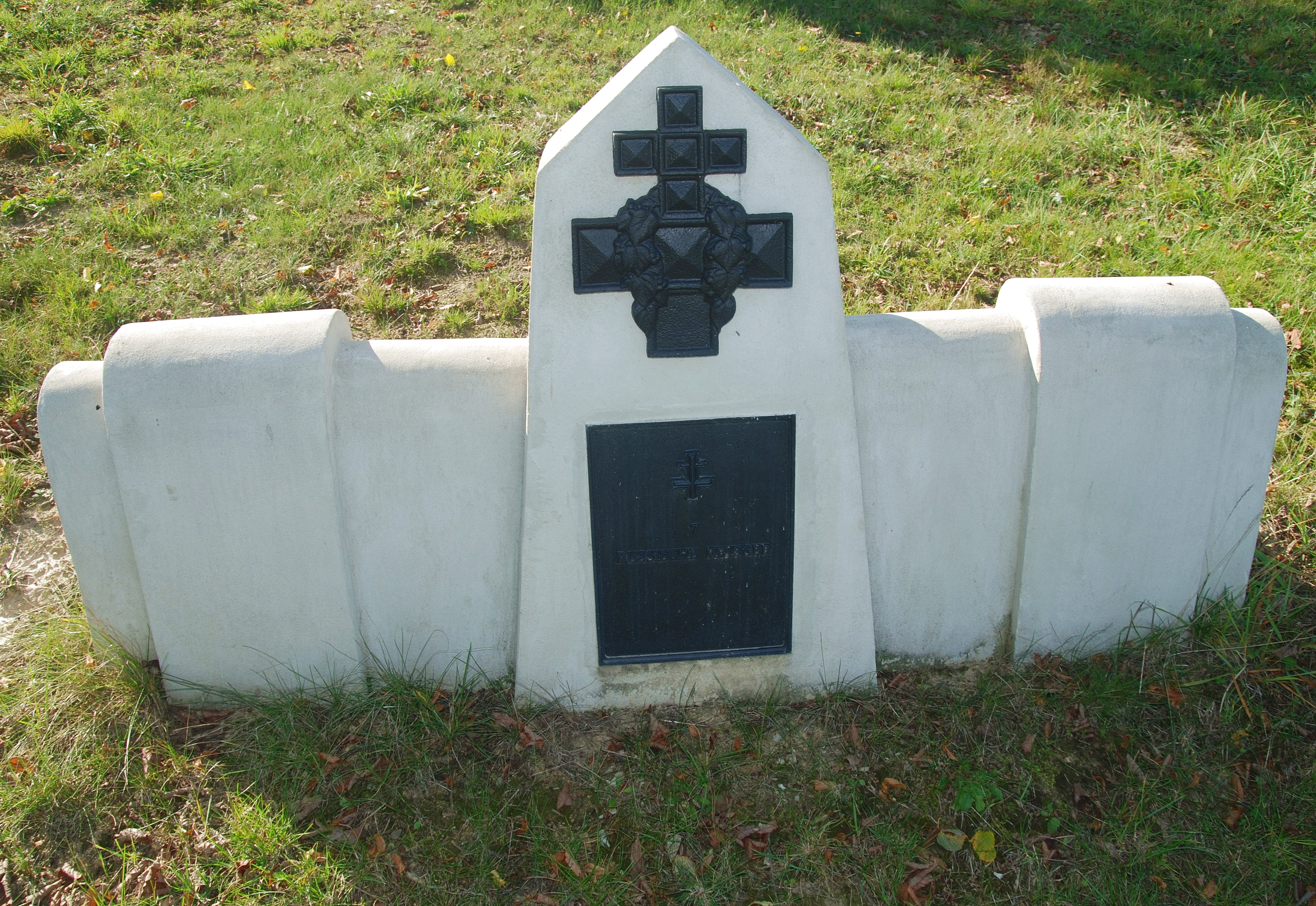
Stela nagrobna
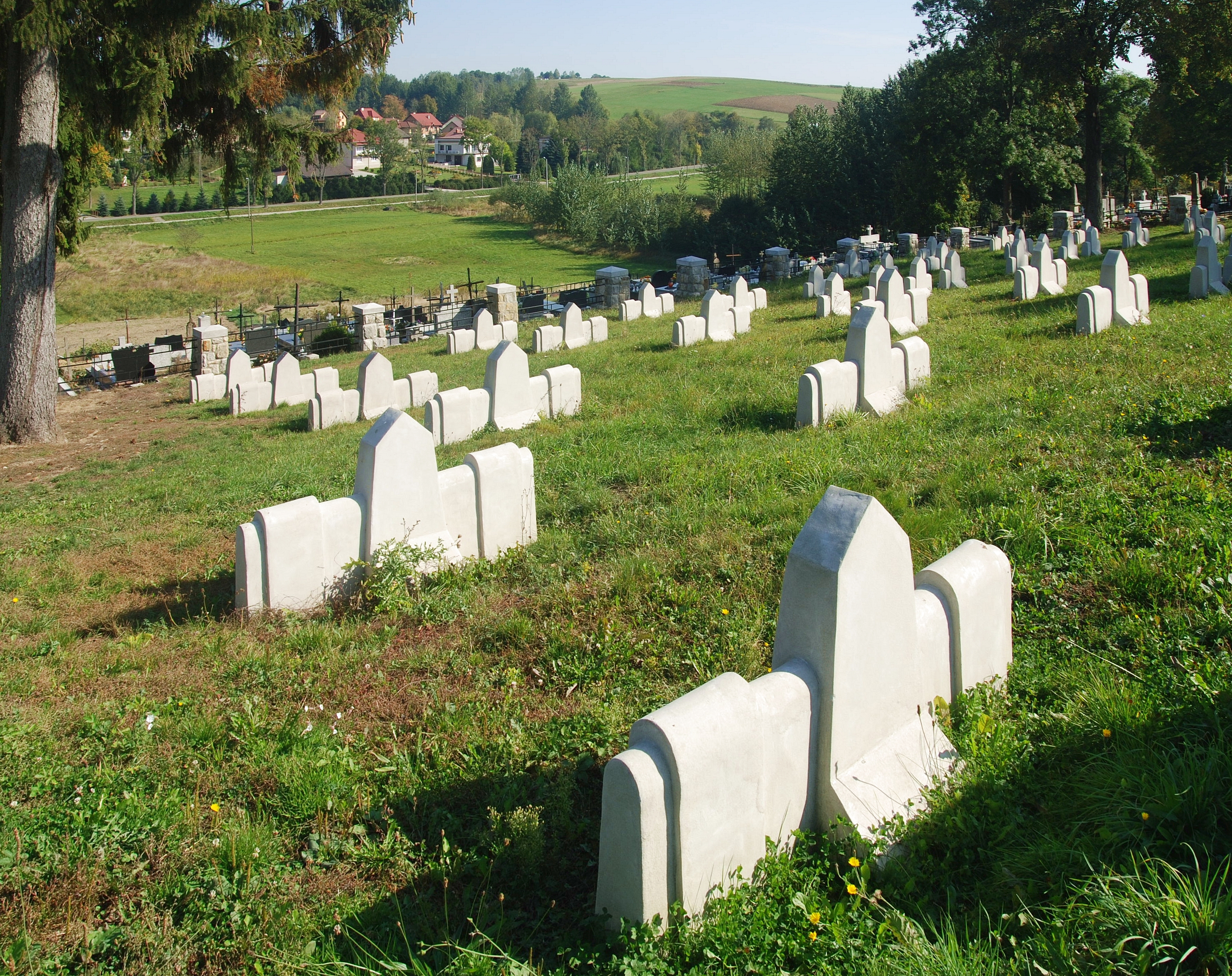
Widok od strony zachodniej

Na cmentarzu pochowano 172 żołnierzy w pojedynczych grobach:
- 70 żołnierzy austro-węgierskich z: 18 Pułku Piechoty i 13 Batalionu Strzelców Polowych
- 20 żołnierzy niemieckich z: 1,2 i 4 Królewskiego Pruskiego Pułku Gwardii Pieszej, 2 Królewskiego Pruskiego Pułku Grenadierów Gwardii Cesarza Franciszka, 3 Królewskiego Pruskiego Pułku Grenadierów Gwardii Królowej Elżbiety i 4 Królewskiego Pruskiego Pułku Grenadierów Gwardii Królowej Augusty
- 82 żołnierzy rosyjskich.

Remont cmentarza przeprowadzono w 2013.
Cmentarz jest obiektem Szlaku Frontu Wschodniego I Wojny Światowej.

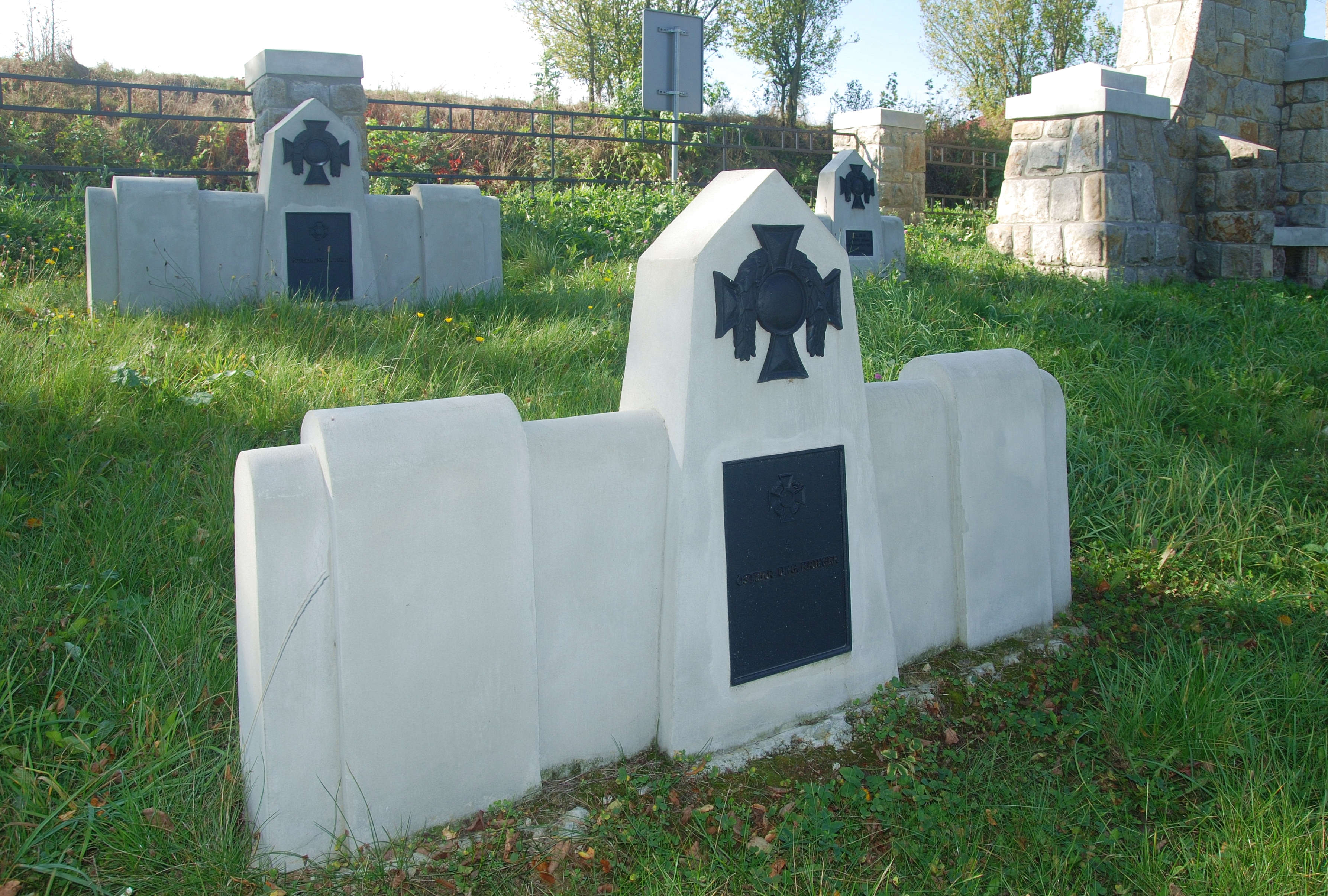
Austriacka stela nagrobna
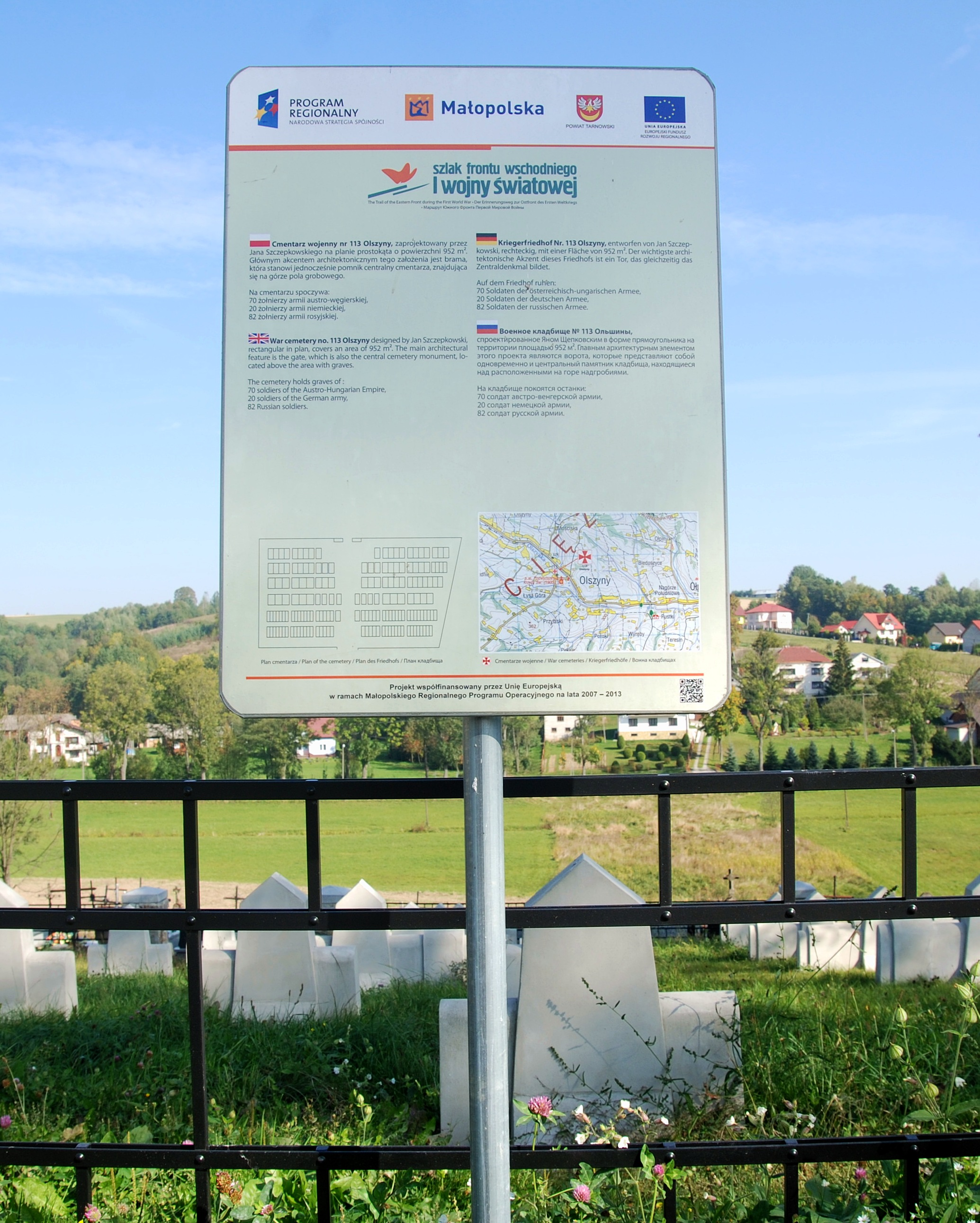
Tablica informacyjna
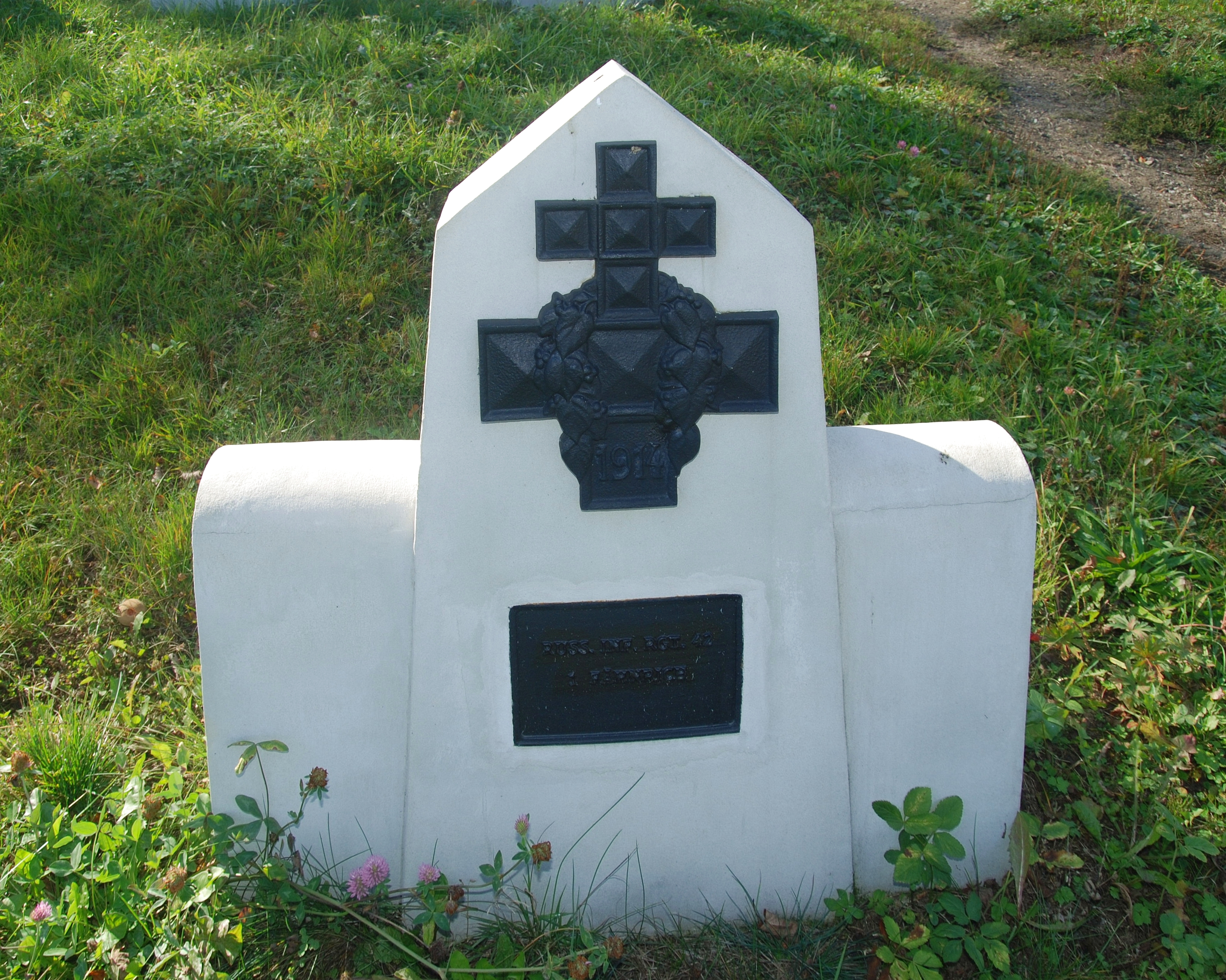
Stela nagrobna